# Personat (Stelle)
Personat (Plural: Personate, lateinisch: personatus) ist die Bezeichnung für die den Dignitätsstellen (lateinisch: dignitas) direkt nachgeordneten Ehrenstellen in Stifts- oder Domkapiteln. Im Mittelalter wurden Personats- und Dignitätsstellen nicht streng unterschieden. Die Personate hatten meist keine Jurisdiktionsgewalt. Der CIC kennt Personate nicht mehr. Sie bestehen jedoch noch in einzelnen Kapiteln.